# Lignes routières Zou ! dans le Var
Pour un article plus général, voir Zou !.
Liste des lignes d'autocars Zou ! du Var issues de l'ancien réseau Varlib.

## Histoire
Varlib est le service de transport en commun par autocar du département du Var. L'entrée en vigueur de la loi portant nouvelle organisation territoriale de la République provoque le 1er septembre 2017 le passage de l'organisation de ce service à la région PACA,. Ce réseau, qui s'étend sur les huit territoires du Var, relie la majorité des communes de plus de 2 000 habitants entre elles.
Lancé en septembre 2009, le projet a été cofinancé par le conseil général du Var, le conseil régional PACA, l'État français et le Fonds Européen de Développement Régional (FEDER) de l'Union européenne. Il s'appuie notamment sur les gares routières de Toulon, Draguignan, Saint-Raphaël et Saint-Tropez et une vingtaine d'entreprises de transport de passagers en bus privés et publics. 
À partir de septembre 2018, la Région rassemble ses réseaux de transports sous une bannière unique : Zou !, qui s’étend à l’ensemble du territoire.

## Matériels roulants

### Ligne proximités
- Iveco Crossway
- Iveco Crossway Pop
- Iveco Crossway LE Line NP
- Iveco Crossway Line
- Iveco Crossway Pro
- Iveco Evadys
- Anadolu Isuzu Kendo GNV
- Citroen E-Jumpy SpaceTourer
- Indcar Mobi
- Iveco Daily Line
- Iveco Daily Pop
- Iveco Magelys Pro
- Iveco Prodig
- King Long XMQ6900
- Man Lion's Coach C R10
- Man Lion's Intercity C R61/62
- Mercedes-Bens Intouro II / II E / II L / II M / II ME / III Hybrid
- Mercedes-Benz Sprinter Transfer
- Otokar Navigo U
- Renault Trafic III

### Lignes scolaires
- Iveco Crossway
- Irisbus Crossway
- Irisbus Ares
- Irisbus Récréo II
- Mercedes-Benz Intouro II E / III Hybrid
- Otokar Navigo U
- Renault Trafic III[4]